# Initef
Sekhemra-heruhermaat Initef, a volte riportato come Antef VII (... – Tebe, 1560 a.C. circa), è stato un faraone della XVII dinastia egizia.
Egli regnò durante il Secondo periodo intermedio, quando l'Egitto era diviso fra la tebana XVII dinastia nell'Alto Egitto e la XV dinastia, hyksos, che occupava l'Alto e il Medio Egitto. Non vi è una lettura univoca del nome di questo faraone: certi studi lo chiamano Antef VII, altri Antef VIII.

## Biografia

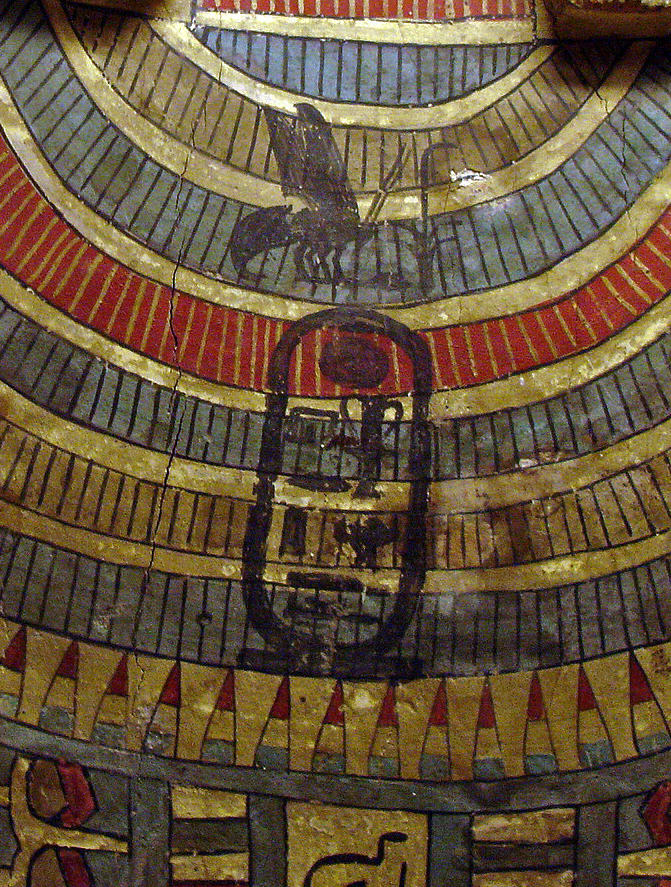
Il cartiglio di Initef, disegnato sul coperchio del sarcofago

Sekhemra-heruhermaat Initef era probabilmente fratello del suo predecessore Sekhemra-upmaat Initef-Aa (di cui curò i riti funebri).

### Evidenze dal sarcofago (E 3020)
Al Museo del Louvre se ne conserva il sarcofago ligneo (Louvre E 3020), unica chiara testimonianza su questo faraone; infatti mostra, scritta con inchiostro sul petto del coperchio antropoide, la versione corretta dei nomi del re: Sekhemra-heruhermaat. Si tratta di un lavoro abbastanza grossolano, non regale, probabilmente preparato per un privato e adattato frettolosamente con l'aggiunta del cartiglio del nome. Ciò porta a pensare che il sovrano sia morto senza aver potuto far preparare i propri arredi funebri. Se tale deduzione fosse corretta, il regno di Initef dovrebbe essere stato molto breve; quasi non si hanno difatti notizie sul suo governo, se non che si tratta di un effimero successore di Nebukheperra Iniotef.
L'egittologo danese Kim Ryholt ha però ipotizzato che Sekhemra-heruhermaat Initef fosse co-reggente di Nebukheperra Iniotef, basandosi sul ritrovamento di due cartigli reali affiancati, uno con i nomi di Nebukheperra e l'altro dai geroglifici ormai illeggibili - nel quale, tuttavia, non sarebbe difficile ravvisare il lungo nome di Sekhemra-heruhermaat Initef. Ryholt ha suggerito che forse Sekhemra-heruhermaat morì prematuramente e inaspettatamente e fu deposto in un sarcofago reale del corredo di Nebukheperra; da ciò la teoria secondo cui Sekhemra-heruhermaat non avrebbe mai regnato come sovrano unico. Il famoso egittologo Aidan Dodson si è opposto all'idea che Sekhemra-heruhermaat sarebbe morto durante il regno del predecessore e che sia stato posto in una delle sue bare. Dodson osserva che la forma del nome Initef lì adottata e quella impiegata per Sekhemra-heruhermaat sarebbero stilisticamente diverse dalle altre iscrizioni inscritte sulla bara.
Nel Canone Reale, il nome di questo faraone è in lacuna.

## Titolatura
| G5 |

| G5 |

|       |
| \| \| |
|       |
|       |

|  |

|       |
| \| \| |
|       |
|       |

|  |

| G16 |

| G16 |

|  |

| G8 |

| G8 |

|  |

| M23 · X1 | L2 · X1 |

| M23 · X1 | L2 · X1 |

| N5 | Y8 | O4 · r | D2 · Z1 | Aa11 · D36 |

| N5 | Y8 | O4 · r | D2 · Z1 | Aa11 · D36 |

| N5 | Y8 | O4 · r | D2 · Z1 | Aa11 · D36 |

| N5 | Y8 | O4 · r | D2 · Z1 | Aa11 · D36 |

| N5 | Y8 | O4 · r | D2 · Z1 | Aa11 · D36 |

| N5 | Y8 | O4 · r | D2 · Z1 | Aa11 · D36 |

| N5 | Y8 | O4 · r | D2 · Z1 | Aa11 · D36 |

| N5 | Y8 | O4 · r | D2 · Z1 | Aa11 · D36 |

| G39 | N5 |

| G39 | N5 |

| W25 | i | n&t&f |

| W25 | i | n&t&f |

| W25 | i | n&t&f |

| W25 | i | n&t&f |

| W25 | i | n&t&f |

| W25 | i | n&t&f |

| W25 | i | n&t&f |

| W25 | i | n&t&f |

## Datazioni alternative
| Autore | Anni di regno |
| ------ | ------------- |
| Ryholt | 1568 a.C.     |
| Franke | 1560 a.C.     |